# 忍者之家
《忍者之家》是一部2024年2月15日上線Netflix的日本驚悚劇情動作網路影集，由賀來賢人、村尾嘉昭和今井隆文擔任原案，賀來賢人主演，江口洋介、木村多江、高良健吾、蒔田彩珠、吉岡里帆、宮本信子以及山田孝之共演。

## 演員

### 俵家
服部半藏的唯一後裔，為了隱藏身份，家族將其姓氏化名為「俵」，並經營釀酒廠。
- 俵晴：賀來賢人

俵家的次男。
- 俵壯一：江口洋介

俵家現任當家，四兄妹的父親。
- 俵陽子：木村多江

壯一的妻子，四兄妹的母親。
- 俵岳：高良健吾

俵家的長男。
- 俵凪：蒔田彩珠

俵家的長女。
- 俵瀧：宮本信子

壯一的母親，四兄妹的祖母。
- 俵陸：番家天嵩

俵家的老么，唯一不知道家中秘密的人。

### 其他人物
- 伊藤可憐：吉岡里帆

雜誌「姆」的記者。
- 辻岡洋介：山田孝之

新興宗教元天會的教祖兼創始人，風魔小太郎的後裔，風魔黨第19代傳人。
- 濱島仁：田口智朗

忍者管理局（BNM）局長。
- 沖正光：柄本時生

忍者管理局IT技術人員。
- 久世浩作：嶋田久作

忍者管理局成員。
- 尾身善助：瀧正則

刑警。
- 向井瞳子：筒井真理子

政調會長。

## 集數
| 集數 | 標題   | 導演 | 編劇 | 首播日期      |
| ---- | ------ | ---- | ---- | ------------- |
| 1    | 指令   | 待定 | 待定 | 2024年2月15日 |
| 2    | 痕跡   | 待定 | 待定 | 2024年2月15日 |
| 3    | 花     | 待定 | 待定 | 2024年2月15日 |
| 4    | 復活   | 待定 | 待定 | 2024年2月15日 |
| 5    | 告白   | 待定 | 待定 | 2024年2月15日 |
| 6    | 陌生人 | 待定 | 待定 | 2024年2月15日 |
| 7    | 交易   | 待定 | 待定 | 2024年2月15日 |
| 8    | 日蝕   | 待定 | 待定 | 2024年2月15日 |

## 發行
《忍者之家》於2024年2月15日上線Netflix。

## 外部連結
- 互联网电影数据库（IMDb）上《忍者之家》的资料（英文）
- 在Netflix上觀看《忍者之家》